# La Maison Russie (roman)
Pour les articles homonymes, voir La Maison Russie.
La Maison Russie (titre original : The Russia House) est un roman d'espionnage britannique de John le Carré publié en 1989.

## Résumé
L'histoire se déroule essentiellement en Russie et en Grande-Bretagne sous le gouvernement de Gorbatchev à la fin des années quatre-vingt. La narration est prise en charge par Palfrey, le conseiller juridique de la Maison Russie.
À Moscou lors de la première “foire audio pour l'enseignement de l'anglais”, une jeune femme russe confie à Niki Landau, représentant en livres anglais, un manuscrit à remettre à Barley Scott Blair, éditeur libertin et négligent, saxophoniste de Jazz, ayant un certain penchant pour la bouteille. Niki, citoyen britannique bien que d’origine polonaise, décide de remettre les documents aux autorités de son pays dès son retour à Londres. Ce document suscite un vif intérêt auprès des services secrets occidentaux: il pourrait contenir des secrets de défense . La Maison Russie dépêche le département des Services secrets qui doit se mettre à la recherche de Blair. Celui-ci est bientôt enrôlé dans les Services secrets de Sa Majesté, il a pour mission de remonter à la source par l’entremise de la jolie messagère Katya. Il s’agit de  rentrer en contact avec l'auteur, un physicien soviétique surnommé Goethe et de sonder ses intentions : est-il prêt à trahir son pays ? C’est sans compter sur la mutation de Blair : le charmeur plein d’esprit, tombe amoureux de Katya et les règles du jeu de l’espionnage en sont modifiées. Et la marionnette des services secrets anglais est alors animée par une autre force que son intérêt personnel; le dilettante colérique devient sobre et déterminé. Goethe est exécuté par les Russes qui l’avaient pris pour une taupe. Au lieu de regagner Londres pour se mettre en sécurité, Blair reste en Russie où il est bientôt arrêté... 

## Analyse
John le Carré renvoie dos à dos les Services secrets occidentaux et russes adeptes de la méfiance absolue, « ces hommes en gris » qui se sont dupés eux-mêmes et qui ont fait preuve d’une totale incompétence. Il critique l’Occident et l’Orient tous deux gangrenés par leur paranoïa, leurs querelles intestines, leurs intérêts respectifs, leur orgueil et leur haïssable lâcheté.
L'héroïsme mute: l’« homme en gris » sans humanité, devient un héros attachant.

## Personnages
- Palfrey, conseiller juridique de la Maison Russie
- Bartholomew Blair, éditeur britannique
- Niki Landau, représentant en livres anglais spécialisé dans les pays de l'Est
- Katya, belle jeune femme russe travaillant pour une maison d'édition moscovite
- Goethe, physicien nucléaire russe
- Russell, agent de la CIA

## Adaptation au cinéma
1990 : La Maison Russie (The Russia House), film américain réalisé par Fred Schepisi, adaptation du roman homonyme, avec Sean Connery (Bartholomew Blair), Michelle Pfeiffer (Katya), Roy Scheider (Russell) et Klaus Maria Brandauer (Dante - nommé Goethe dans le roman).